# Gastroenteropankreatischer neuroendokriner Tumor
Als Gastroenteropankreatische neuroendokrine Tumoren (GEP-NET) wird eine heterogene Gruppe, in aller Regel hormonproduzierender Tumoren des Verdauungssystems (Magen-Darm-Trakt und Pankreas) bezeichnet. Sie stellen die größte Untergruppe der neuroendokrinen Tumoren (NET) dar. Ihre Dignität kann erst sicher festgestellt werden, wenn bereits Metastasen aufgetreten sind, die Fünfjahresüberlebensrate liegt bei dieser inhomogenen Gruppe bei durchschnittlich 50 %.

## Einführung
GEP-NET stellen eine umfangreiche Palette endokriner und neuroendokriner Tumoren des gastroenteropankreatischen Systems (Magen-Darm-Trakt und Pankreas) dar. Sie verhalten sich in Wachstumsmuster, Abstammung (aus den Abschnitten des primitiven embryonalen Darmkanals), Differenzierung, Funktionalität (einschließlich Expression neuroendokriner Markermoleküle) und Lokalisation sowie ihrer Prognose völlig unterschiedlich. Insgesamt sind sie sehr selten (Inzidenz < 1:100000). GEP-NET treten gehäuft bei der multiplen endokrinen Neoplasie Typ 1 und dem Von-Hippel-Lindau-Syndrom auf.

## Systematik
GEP-NET stellen die Hauptgruppe der neuroendokrinen Tumoren dar. 75 % aller NET sind GEP-NET.
Da die GEP-NET völlig unterschiedlich auftreten, sind verschiedene Formen von Klassifikationen und Terminologien entstanden. Dazu gehören lokalisationsbezogen die Begriffe Inselzelltumor, funktionsbezogen Insulinom, Gastrinom und Glucagonom sowie dignitätsbezogen Inselzelladenom bzw. -carzinom und Karzinoid.
Die derzeit aktuelle WHO-Klassifikation (aus dem Jahre 2000) berücksichtigt die Dignität vorrangig:
- 1a – hochdifferenzierter neuroendokriner Tumor
- 1b – hochdifferenziertes neuroendokrines Karzinom
- 2 – niedrigdifferenziertes neuroendokrines Karzinom